# Englerodendron korupense
Espèce
Englerodendron korupense est une espèce de plantes à fleurs de la famille des Fabaceae. C'est un arbre endémique du Cameroun, que l'on retrouve uniquement dans la partie Sud du Parc national de Korup (sud-ouest Cameroun). Avec une population de 16 individus, il devrait être classé par l'IUCN comme une espèce critique en voie de disparition, selon Xander van der Burgt et son équipe.

## Description
L'individu le plus imposant mesure 36 mètres de haut et a un tronc de 83 centimètres d'épaisseur. Il présente des fleurs de couleur rouge, et des fruits jaune-doré.